# Psaliodes paleata
Psaliodes paleata är en fjärilsart som beskrevs av Achille Guenée 1858. Psaliodes paleata ingår i släktet Psaliodes och familjen mätare. Inga underarter finns listade i Catalogue of Life.